# Ravelsbach
Ravelsbach est une commune autrichienne du district de Hollabrunn en Basse-Autriche.